# Święty Marek (Wielowieś)
Święty Marek – przysiółek wsi Wielowieś w Polsce, położony w województwie dolnośląskim, w powiecie oleśnickim, w gminie Syców. Dawne miejsce odpustowe i pielgrzymkowe, noszące miano sycowskiej Częstochowy.
W latach 1975–1998 przysiółek należał administracyjnie do województwa kaliskiego.

## Zabytki
Do wojewódzkiego rejestru zabytków wpisany jest drewniany kościółek pw. św. Marka z 1660 roku, kryty gontowym dachem łamanym z wieżyczką z XVIII w. Obok znajduje się cmentarz ewangelicki z drewnianymi nagrobkami z XVIII i XIX wieku, wśród nich nagrobek miejscowego kronikarza – Josepha Franzkowskiego.
W stronę Sycowa prowadzi droga krzyżowa autorstwa Bruno Tschötschela, ufundowana przez mieszkańców miasta w latach 1923-1924. Opiekę nad kościółkiem sprawuje od lat Towarzystwo Świętego Marka.